# جورج ماكولاي
جورج ماكولاي (بالإنجليزية: George Macaulay)‏ (و. 1897 – 1940 م) هو لاعب كريكت من المملكة المتحدة، والمملكة المتحدة لبريطانيا العظمى وأيرلندا، ولد في Thirsk ‏، توفي في Sullom Voe ‏، عن عمر يناهز 43 عاماً، بسبب ذات الرئة.

## التعليم
تعلم في Barnard Castle School ‏
.

## الخدمة العسكرية
خدم في سلاح الجو الملكي.

## جوائز
حصل على جوائز منها:
لاعب كريكت ويسدن للسنة ‏